# Flemish Cap

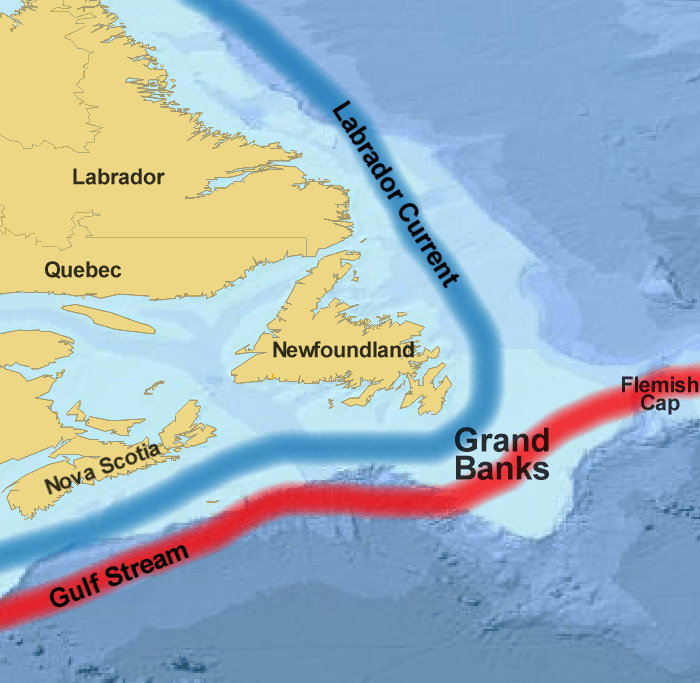
Kaart met aanduiding van de zeestromingen en uiterst rechts de Flemish Cap

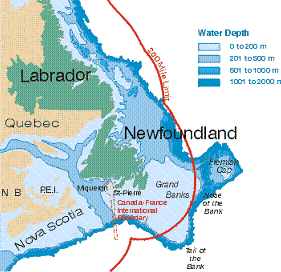
Kaart met rechts de Flemish Cap. De rode lijn is de grens van Canada's EEZ (op 200 zeemijl van het land)

De Flemish Cap is een onderwaterplateau op ruim 550 km ten oosten van het Canadese eiland Newfoundland. Het is een relatief ondiep gebied, met dieptes die variëren van 122 tot 700 meter. De Flemish Cap wordt in het westen door Flemish Pass gescheiden van de nog ondiepere Grand Banks van Newfoundland. De Flemish Cap is echter warmer wegens de geringere invloed van de Labradorstroom.
De Flemish Cap heeft een oppervlakte van ongeveer 42.000 km² en staat historisch bekend als een gebied met rijke viswateren. Anders dan het merendeel van de Grand Banks ligt de Flemish Cap buiten Canada's exclusieve economische zone.

## Toponymie
Naast een grote aanwezigheid van onder meer Engelse, Baskische en Franse vissers, was er sinds de 16e eeuw ook een beperkte aanwezigheid van Vlaamse vissers in de wijde omgeving van Newfoundland. De naam "Flemish Cap" is een uitzonderlijk voorbeeld van een toponiem dat naar hun aanwezigheid rondom Newfoundland verwijst.